# Catherine Samba-Panza
Catherine Samba-Panza (born ngày 26 tháng 6 năm 1954) là Tổng thống lâm thời Cộng hòa Trung Phi và là người phụ nữ đầu tiên giữ chức vụ này. Trước đó, bà được bổ nhiệm làm Thị trưởng Bangui vào năm 2013.
Samba-Panza sinh ra ở Fort Lamy, Xích đạo châu Phi thuộc Pháp, mẹ là người Cộng hòa Trung Phi (CAR), cha người Cameroon. Trước khi trở thành một chính trị gia, bà là nữ doanh nhân và là luật sư của một công ty. Bà từng học luật tại trường Đại học Panthéon-Assas.